# Rietkampen (Ede)

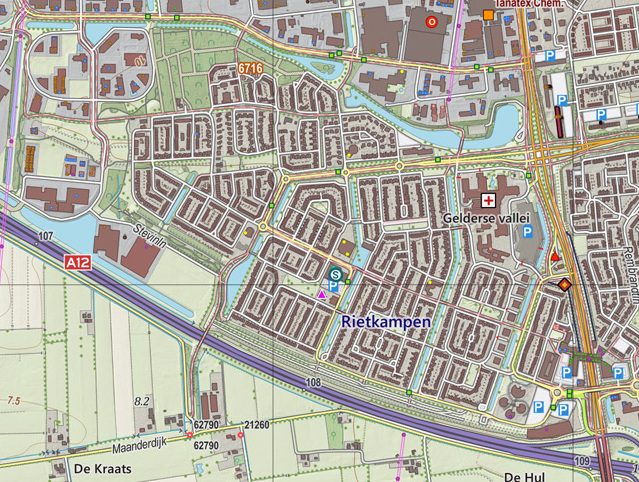
Rietkampen (2014)

De Rietkampen is een wijk in de Gelderse plaats Ede uit het begin van de jaren 90. De naam van de wijk is ontleend aan de naam van het oorspronkelijke agrarische gebied dat hier lag. Oorspronkelijke straatnamen die nog in de wijk terug te vinden zijn, zijn de Dirkeweideweg en de Langeweideweg.
De wijk is onderverdeeld in vier buurten:
| Buurt      | Inwoners | Oppervlakte km2 |
| ---------- | -------- | --------------- |
| De Dreven  | 2400     | 0,39            |
| De Parken  | 1100     | 0,22            |
| De Singels | 2580     | 0,40            |
| De States  | 2700     | 0,31            |

De straten zijn genoemd naar bekende nationale en internationale staatslieden en eindigen, afhankelijk van de buurt, op -dreef, -park, -singel, of -state. De hoofdverkeersaders zijn de Laan der Verenigde Naties en de Willy Brandtlaan.

## Voorzieningen
Belangrijke voorzieningen in de wijk zijn het Ziekenhuis Gelderse Vallei, de bioscoop Pathé Ede, het winkelcentrum Stadspoort, zorgcentrum De Gelderhorst, kerkelijk centrum Emmaüs en sporthal 't Riet.

## Externe link

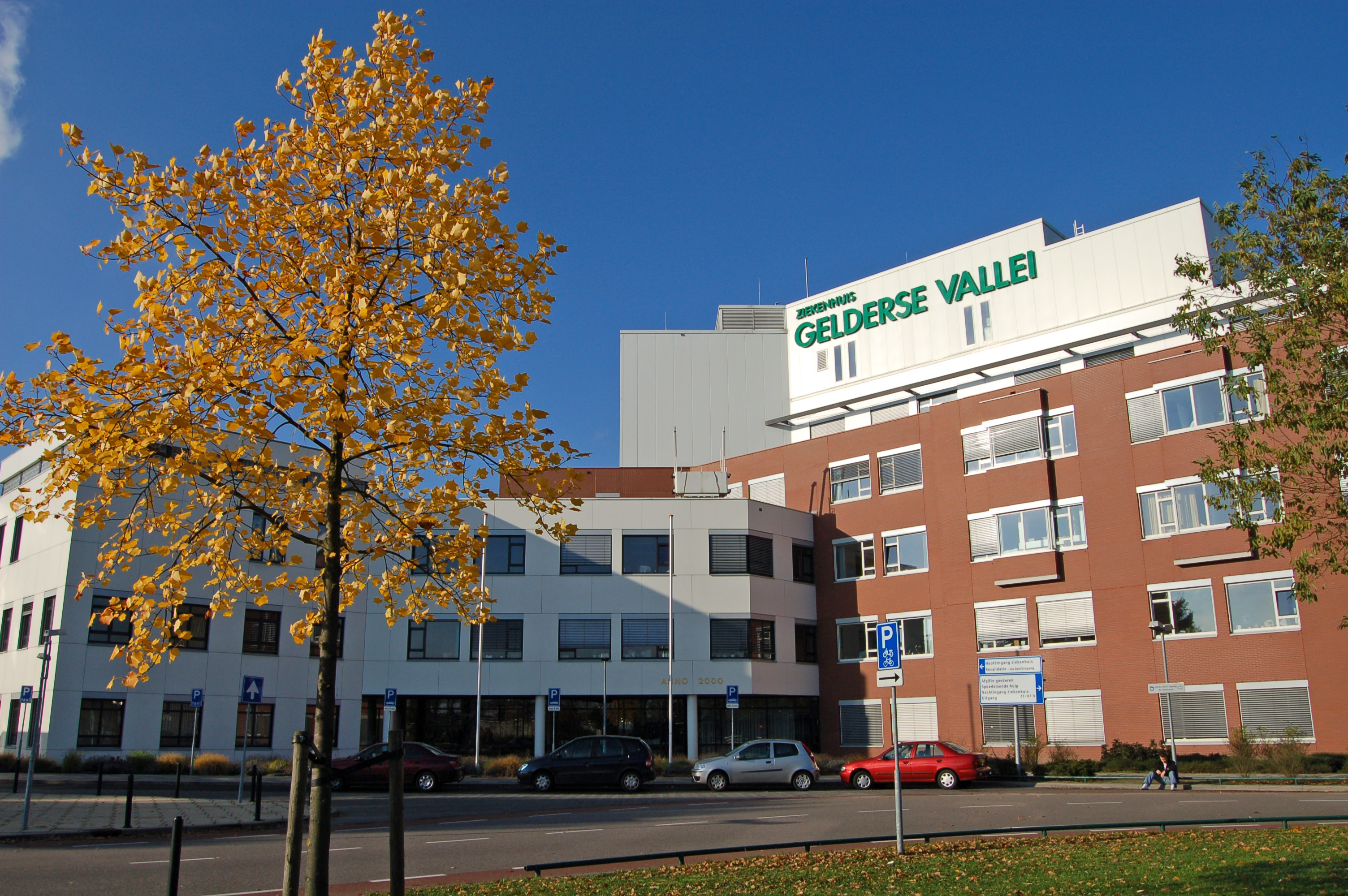
Ziekenhuis Gelderse Vallei
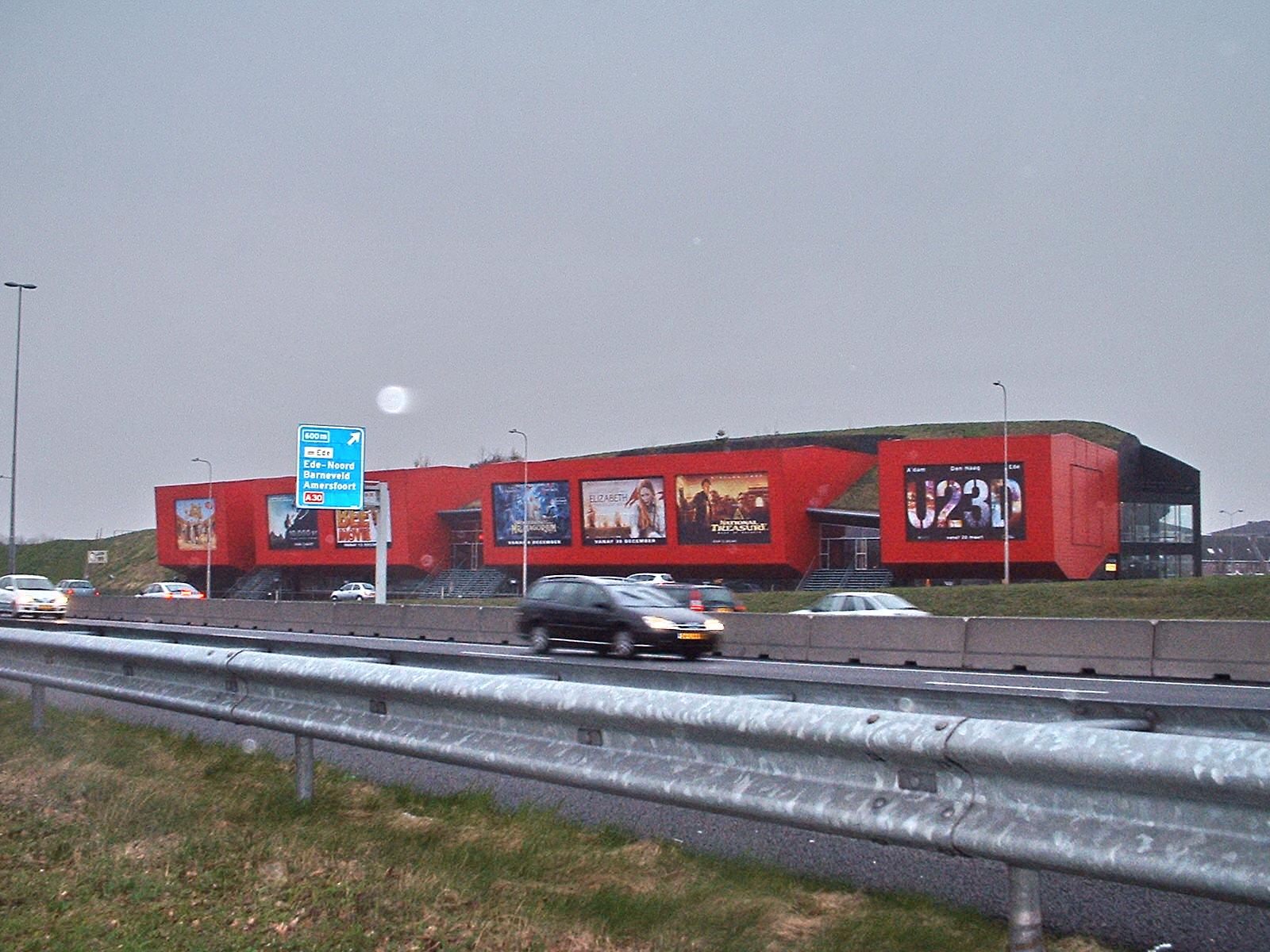
Bioscoop Pathé
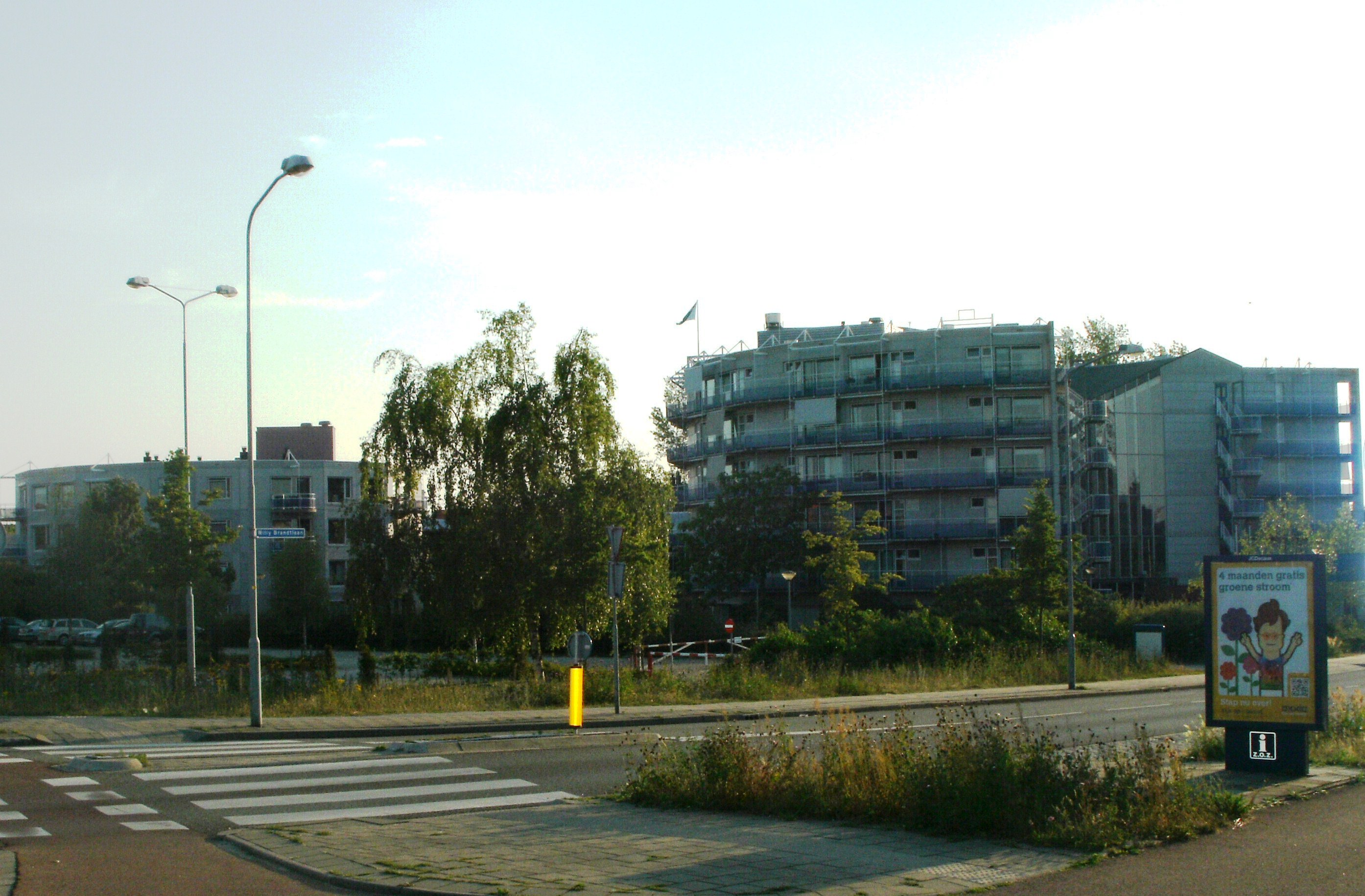
De Gelderhorst